# Verden er vidunderlig
Verden er vidunderlig er det andet studiealbum af den danske popgruppe tv·2, der blev udgivet i 1982 af CBS. Det ligger stilmæssigt i forlængelse af debutalbummet Fantastiske Toyota, idet det indeholder new wave-inspireret musik med distancerede tekster, der blandt andre handler om teknologi og fremmedgørelse. Salgsmæssigt ligger albummet ret tæt på debuten, med cirka 26.000 solgte eksemplarer. Først med de efterfølgende plader blev tv·2 for alvor folkeeje. 

## Spor
Alle sange skrevet og komponeret af Steffen Brandt. 
| 1. | "Øjeblik"                     | 3:28 |
| 2. | "Isbryderen Lenin"            | 3:24 |
| 3. | "Vi skaber en verden perfekt" | 5:23 |
| 4. | "Maskinen er skør"            | 2:47 |
| 5. | "Husker du, så glemmer jeg"   | 3:05 |
| 6. | "Verden er vidunderlig"       | 2:52 |

| 7.  | "Hjertestop"                    | 4:34 |
| 8.  | "Jeg løber lige over i centret" | 1:41 |
| 9.  | "Vi har det, åh åh, så dejligt" | 2:43 |
| 10. | "Gud bevare Danmark"            | 2:19 |
| 11. | "Rundfunk Frei Europa"          | 2:49 |
| 12. | "Textet for døve"               | 3:29 |
| 13. | "Hvis det bare var film"        | 2:52 |

Note
- "Husker du, så glemmer jeg" er på opsamlingsalbummet Greatest - De unge år omdøbt til "Sommeren slut". Der er dér tale om en remixet version, hvilket også er tilfældet med "Vi skaber en verden perfekt".

## Personel

### tv·2
- Steffen Brandt – vokal, keyboards
- Hans Erik Lerchenfeld – guitar
- Georg Olesen – bas
- Sven Gaul – trommer, trommemaskine

### Øvrige musikere
- Jens Haack – saxofon

### Produktion
- Cy Nicklin – producer
- Mogens Bjergby – tekniker
- tv·2 – coverconcept
- Peder Bundgaard – cover design